# Fan chan
Pour plus de détails, voir Fiche technique et Distribution.
Fan chan (thaï : แฟนฉัน ; My girl) est un film romantique thaïlandais réalisé sous le pseudonyme 365 film, un groupe de six cinéastes tous jeunes diplômés, (Songyos Sugmakanan, Nithiwat Tharathorn, Vitcha Gojew, Witthaya Thongyooyong, Anusorn Trisirikasen et Komgrit Triwimol), sorti en 2003,.

## Synopsis
Jeab apprend que son amie Noi-Naa va se marier. Il se souvient alors de son enfance dans les années 80 dans une petite ville paisible de Thaïlande, de l'amitié et la tendresse qui le liait à Noi-Naa.  Ils étaient alors voisins; leurs mères étaient amies mais leurs pères, tous deux coiffeurs dans la même rue, étaient les pires ennemis. Ils étaient toujours ensemble, ils jouaient ensemble jusqu'au jour ou Jeab commença de prendre ses distances avec Noi-Naa pour rejoindre la bande des garçons menée par le cancre Jack et vivre de nouvelles aventures...

## Fiche technique
- Titre : Fan chan
- Titre original : แฟนฉัน
- Titres anglais : My Girl
- Réalisation : Songyos Sugmakanan (thaï: ทรงยศ สุขมากอนันต์ ), Nithiwat Tharathorn (นิธิวัฒน์ ธราธร), Vitcha Gojew, Witthaya Thongyooyong, Anusorn Trisirikasen et Komgrit Triwimol
- Pays :  Thaïlande
- Genre : Comédie romantique
- Durée : 110 minutes
- Dates de sortie : 
  -  Thaïlande : 2003

## Distribution
- Charlie Trairat (ชาลี ไตรรัตน์) : Jeab[7]
- Focus Jirakul : Noi-Naa[8]
- Charwin Jitsomboon (ชวิน  จิตรสมบูรณ์) : Jeab (adulte)
- Anusara Chantarangsi : mère de Jeab
- Wongsakorn Rassamitat : père de Jeab, le coiffeur ordinaire (ชาญ)
- Nipawan Taveepornsawan (นิภาวรรณ ทวีพรสวรรค์) : mère de Noi-Naa
- Preecha Chanapai (Lek Carabao) : père de Noi-Naa, le coiffeur artiste (สมัย)
- Chaleumpol Tikumpornteerawong (เฉลิมพล ทิฆัมพรธีระวงศ์) : Jack, super cancre et chef de la bande des garçons
- Anyarit Pitakkul (ตรีวรัตถ์  ชุติวัฒน์ขจรชัย) : Boy de la bande des garçons
- Yok Teeranitayatarn (หยก  ธีรนิตยาธาร) : Manoj de la bande des garçons
- Thana Vichayasuranan : Prik de la bande des garçons
- Aphichan Chaleumchainuwong (อภิชาญ เฉลิมชัยนุวงศ์) : Dtee
- ภานุชนารถ  สีหะอำไพ : Ngo (เงาะ) de la bande des filles
- มัธณา  ใจเย็น : Olé (โอเล่) de la bande des filles
- หัทยา  รัตนานนท์ : Jouk (จุก) de la bande des filles
- สุวรี  วรศิลป์ : Kin tiang (กิมเตียง) de la bande des filles

## Box-office
Le film Fan chan est le film qui a le plus de succès en Thaïlande en 2003. C'est, en 2006, le 4ème meilleur film de tous les temps au box office (après Nang Nak de Nonzee Nimibutr, Suriyothai de Chatrichalerm Yukol). 

## Bande-son
Ce film utilise les chansons pop thaïlandaises des années 1980 et les rôles de pères (les deux coiffeurs) des deux personnages principaux (Jeab et Noi-Naa) sont joués par deux célèbres chanteurs (Wongsakorn Rassamitat et Preecha Chanapai / Lek Carabao).  
L'acteur Preecha Chanapai est surtout connu comme musicien (guitariste) et "chanteur" (fait les chœurs ; le chanteur principal est Aed Carabao) du groupe Carabao, un des plus grands groupes de rock thaïlandais avec Caravan (et son chanteur Phongthep Kradonchamnan).